# Kleinschönach
Kleinschönach ist ein Weiler und Teil des Ortsteils Großschönach in der Gemeinde Herdwangen-Schönach im Süden des Landkreises Sigmaringen in Baden-Württemberg.

## Lage

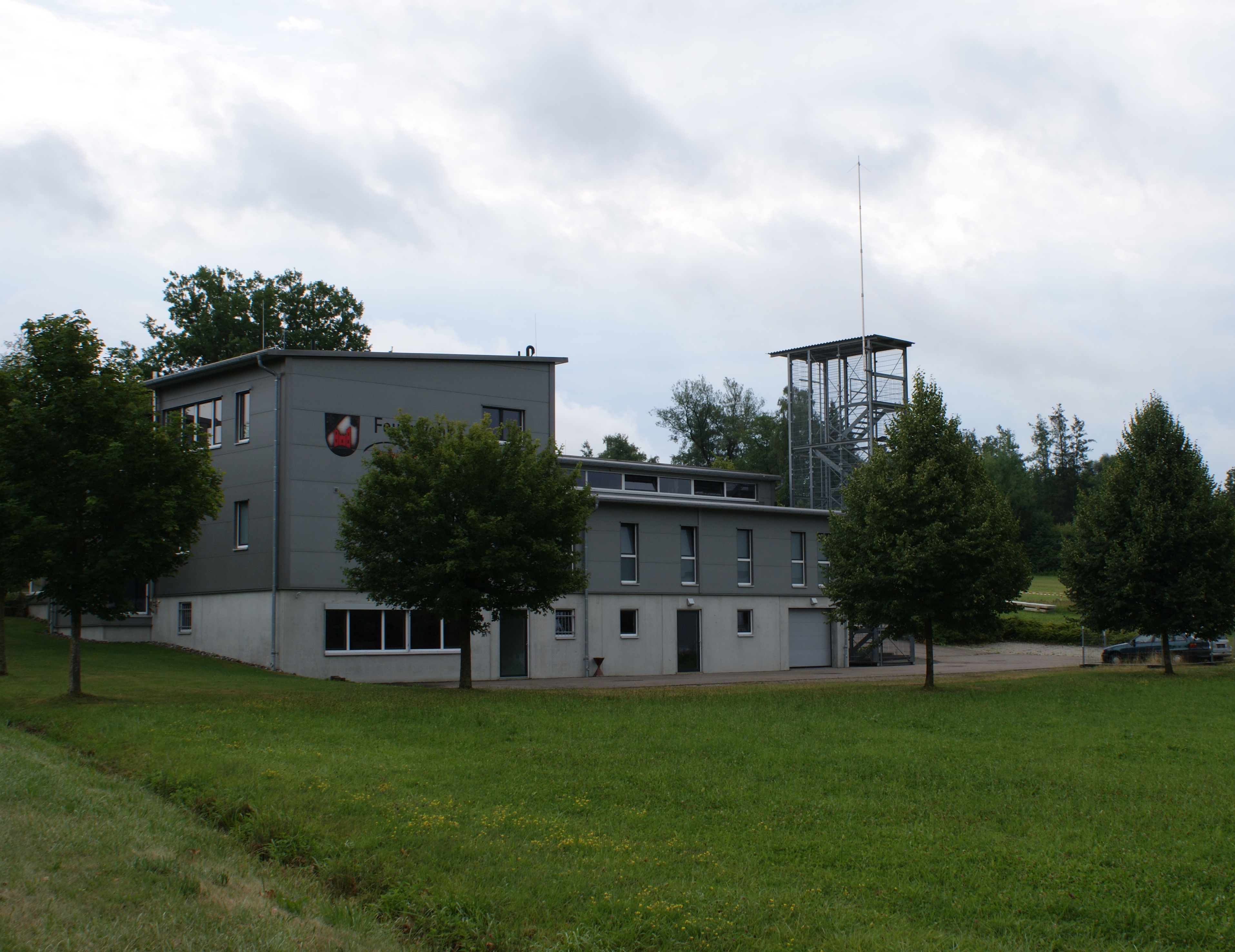
Feuerwehr Herdwangen-Schönach

Östlich des Weilers Kleinschönach verläuft die Pfullendorfer Straße, mitten durch den Weiler die Waldhofstraße. Die Burg Ramsberg mit der Kapelle St. Wendelin und der Einsiedelei befindet sich rund 1000 Meter Luftlinie östlich. Großschönach ist rund 500 Meter Luftlinie südöstlich, der Weiler Stockfeld rund 400 Meter bzw. Herdwangen-Schönach rund fünf Kilometer westlich und Taisersdorf rund zwei Kilometer südwestlich entfernt. Die Feuerwehr Herdwangen-Schönach befindet sich rund 300 Meter südwestlich an der Waldhofstraße.
Zum südwestlich gelegenen Bodensee bzw. Überlingen sind es rund zwölf Kilometer. Pfullendorf im Norden ist rund sieben Kilometer Luftlinie entfernt.
500 Meter südwestlich der Siedlungsgrenze von Kleinschönach befindet eine große Tongrube, in der fetter Ton zur Herstellung von gebrannten Ziegeln für den Hausbau gewonnen wird.

## Name
In einer 1092 im Kloster Allerheiligen in Schaffhausen verfassten Urkunde wird ein Herimann Desonaicha (Heriman de Soneicha) als Zeuge bei einem Rechtsakt für den Ort Hemmenthal genannt. Aus diesem Soneicha/Schöneich wurde später der Ortsname Schönach. Der Name – so wird vermutet – wurde wegen der im Tal vorbei fließende Aach angeglichen von eich auf ach. Bei Schönach soll auch Heriman de Soneicha kleiner Adelssitz gelegen haben, weshalb er sich nach dem Ort benannte.

## Geschichte
Vor etwa 20.000 Jahren begann sich in der Region im Zuge der letzten Eiszeit (Würm-Kaltzeit) eine Eiszunge, die von den nahen Alpen über den Bodensee bis nach Aftholderberg reichte, zurückzubewegen. Es entstand ein großer Gletscherrandsee. Dessen Tonablagerungen werden zum Beispiel auch in Klein-/Großschönach noch heute zu Ziegeln verarbeitet. Rings um Kleinschönach bestehen mehrere große solitäre Endmoränen aus dieser Zeit (Jungmoränenlandschaft).
Die Geschichte Schönachs ist mit der der Herrschaft auf der Burg Ramsberg eng verbunden. 1368 wurde erstmals zwischen Groß- und Kleinschönach unterschieden, als beide Orte an unterschiedliche Eigentümer gingen. Schönach hatte vermutlich seit seiner Gründung zur Burg Ramsberg gehört. Kirchlich gehörte der Ort zur Pfarrei Frickingen. Kleinschönach wurde lange Zeit von Vögten von der Burg Ramsberg verwaltet (neben Großschönach, Hattenweiler, Furthof, Kirnbach, Katzensteig und Heiligenholz). Später wurde die Vogtei Ramsberg mit der Vogtei Hohenbodman zusammengelegt.
Nach dem Zweiten Weltkrieg gehörte Kleinschönach zur französischen Besatzungszone, ab 1948 zum Land Baden (Südbaden), seit 1952 zum Land Baden-Württemberg.

## Kultur und Sehenswürdigkeiten
- Kunsthalle Kleinschönach;
- Tongrube bei Kleinschänach: der „Tonpark“, ein vielfältiger Themenpark.[4]